# نیکلاس اونف
نیکلاس اونف (به انگلیسی: Nicholas Onuf) (متولد ۱۹۴۱) پژوهشگر آمریکایی و از بنیان‌گذاران سازه‌انگاری در روابط بین‌الملل است. وی استاد روابط بین‌الملل دانشگاه بین‌المللی فلوریدا و دانشگاه کالیفرنیای جنوبی در آمریکاست. از او آثار و کتابهای بی‌شماری در حوزه روابط بین‌الملل به چاپ رسیده است. «جهانی که ما می‌سازیم»، «روابط بین‌الملل در جهان برساخته»، «عامل زبانی و سیاست در جهان برساخته» از جمله آثار او به شمار می‌روند.